# Окситрихлорид молибдена(V)
Окситрихлорид молибдена(V) — неорганическое соединение,
оксосоль соль молибдена и соляной кислоты с формулой MoOCl3,
тёмно-коричневые или чёрные кристаллы,
растворяется в воде.

## Получение
- Разложение окситетрахлорида молибдена(VI) при нагревании в токе азота:

{\displaystyle {\mathsf {2MoOCl_{4}\ {\xrightarrow {120^{o}C}}\ 2MoOCl_{3}+Cl_{2}\uparrow }}}
- Гидролиз хлорида молибдена(V):

{\displaystyle {\mathsf {MoCl_{5}+H_{2}O\ {\xrightarrow {}}\ MoOCl_{3}+2HCl}}}

## Физические свойства
Окситрихлорид молибдена(V) образует тёмно-коричневые или чёрные кристаллы
моноклинной сингонии,
пространственная группа P 21/c,
параметры ячейки a = 0,5729 нм, b = 1,3340 нм, c = 0,6029 нм, β = 93,79°, Z = 4.
Растворяется в воде,
не растворяется в хлороформе, тетрахлорметане, 1,2-дихлорэтане, эфире, бензоле.
Является парамагнетиком.